# الكنيسة المولدافية الأرثوذكسية
الكنيسة المولدافية الأرثوذكسية هي كنيسة أرثوذكسية شرقية شبه مستقلة خاضعة لسلطة بطريركية موسكو، يمتد نطاق رعيتها على جميع أراضي جمهورية مولدوفا.

## لمحة تاريخية
- بين عامي 1373 و1401 كانت الكنيسة المولدافية كنيسة مستقلة تماما حتى بدء الأجتياح العثماني للمنطقة.
- بين عامي 1401 و1812 أصبحت الكنيسة أسقفية تتبع البطريركية المسكونية في القسطنطينية، والتي كانت بدورها تحت سلطة العثمانيين.
- بين عامي 1812 و1918 أصبحت كنيسة مولدوفا أسقفية تابعة للكنيسة الروسية الأرثوذكسية .
- بين عامي 1918 و1940 تحولت هذه الكنيسة إلى جزء من أسقفية بيسارابيا Bessarabia خلال فترة وجود رومانيا العظمى.
- بين عامي 1940 و1992 عادت كنيسة مولدوفا لتكون تابعة للكنيسة الروسية الأرثوذكسية.
- بدءا من عام 1992 منحت بطريركية موسكو هذه الكنيسة استقلال ذاتي في إدارة شؤونها الخاصة. مع تبعيتها للبطريركية في الأمور والقضايا الخارجية.

## الكنيسة اليوم
تشمل الكنيسة المولدافية الأرثوذكسية على أربع أبرشيات مؤلفة من 1080 رعية، واللغات الطقسية فيها هي الرومانية والسلافية (السلافونية الكنسية القديمة) ، أما موسيقاها الكنسية فهي البيزنطية والروسية، ويتبع للكنيسة 30 ديراً ومعهدين لاهوتيين.